# سیرکوت
سیرکوت (به انگلیسی: Cirkut) یک دوربین عکاسی ساخت شرکت  است.